# Seduzione pericolosa
Seduzione pericolosa (Sea of Love) è un film del 1989 diretto da Harold Becker.

## Trama
A New York il detective Frank Keller, con 20 anni di servizio, ma anche problemi di alcolismo, è stato lasciato dalla moglie per il detective Gruber. L'uomo si trova a indagare su un omicidio a sfondo apparentemente sessuale. Durante una festa della polizia viene avvicinato dal collega Sherman, che proviene da un altro distretto, ma sta a sua volta indagando su un caso molto simile al suo. Entrambi concordano sul fatto che il colpevole possa essere una donna e i comandanti dei due distretti formano allora un team speciale. Si scopre che le due vittime avevano pubblicato un annuncio in rima su un giornale per "cuori solitari" e che un terzo uomo ha messo un annuncio simile.
I due poliziotti vanno a interrogarlo, ma questo risponde che nessuna donna si è mai fatta viva; i due non gli credono, però non insistono. Pochi giorni dopo l'uomo viene ritrovato nudo sul suo letto, morto con le stesse modalità degli altri due delitti. Il tenente decide allora di seguire il piano di Frank, precedentemente respinto, di mettere un altro annuncio in rima: l'intento è quello di invitare le donne al ristorante per riuscire almeno a rilevare loro le impronte digitali. Durante uno degli incontri Frank conosce la fascinosa Helen Cruger e, benché nutra molti sospetti su di lei, se ne innamora: per questo motivo evita di prenderle le impronte e inizia con la donna una complicata relazione. In seguito si accorge di essere seguito da qualcuno che arriva a introdursi nello stabile in cui vive; non riesce però 
a vederlo in faccia. Tutti gli indizi sembrerebbero portare proprio alla colpevolezza della donna, ma dopo che Frank l'ha cacciata da casa rivelandole che stava indagando su di lei, anche se non l'avrebbe arrestata, il detective viene aggredito da Terry, un operaio precedentemente interrogato poiché lavorava nel palazzo in cui era avvenuto uno dei tre delitti: l'uomo è l'ex marito di Helen e la minacciava da mesi, uccidendo coloro che avevano avuto rapporti con lei. Terry cerca di uccidere anche Frank, ma durante la lotta precipita da una finestra e muore.
Il caso è risolto, ma la fiducia di Helen in Frank è naturalmente compromessa. Dopo alcuni mesi però l'uomo, che nel frattempo ha deciso di smettere di bere, torna a cercarla e i due torneranno felicemente insieme.

## Produzione

### Titolo
Il titolo inglese è quello della canzone Sea of love degli anni 50 di Phil Phillips che fa parte della colonna sonora.